# 居德尔布林格县
居德尔布林格县是冰岛的一个历史县份，位于南半岛区。主要城镇有哈布纳菲厄泽、雷恰内斯拜尔、加尔泽、桑德盖尔济、沃加尔和格林达维克。国际知名的地方包括凯夫拉维克国际机场和蓝潟湖。